# Шах-хан
Шах-хан (? — 1570) — хан Восточного Моголистана, включавшего лишь округ Турфана (1543—1570). Старший сын Мансур-хана. Получил власть от отца ещё при его жизни.
Как отмечает Шах-Махмуд Чурас, Шах-хан был государем отважным и смелым, вместе с тем он был мужем жестоким и надменным". В частности, приказал убить своего сына Тюрай-султана за незначительный проступок. В 1570 году захватил Аксу и пленил бывшего там хакимом Мухаммад-хана III, которого освободил примерно через полгода по просьбе Абд ал-Карим-хана. После этого Шах-хан отправился в поход на ойратов, потерпел поражение и погиб в бою.
Всё время своего правления боролся со своими братьями, претендовавшими на власть. Сразу же после смерти их отца с притязаниями на трон выступил его брат Мухаммад-хан II (Мухейма), который захватил часть округа Хами, где и укрепился. Его положение ещё более упрочилось, после того как он женился на представительнице одного из ойратских родов, опираясь на помощь которого, тревожил Шах-хана. Сразу же после гибели Шах-хана Мухаммад-хан II воссел на трон Турфана и отправил посольство в Китай. Но трое его братьев не признали его власть, а один из них, Софей (Суфи?), претендуя на престол, объявил себя ханом и тоже послал посольство к китайскому двору.